# Jürg Peter Buser
Jürg Peter Buser, genannt Peter Buser, (* 27. Februar 1946 in Basel-Land) ist ein Schweizer Mathematiker, der sich mit Differentialgeometrie und globaler Analysis beschäftigt.

## Leben
Buser wurde 1976 an der Universität Basel bei Heinz Huber promoviert (Untersuchungen über den ersten Eigenwert des Laplaceoperators auf kompakten Flächen). Als Post-Doktorand war er an der Universität Bonn, der University of Minnesota in Minneapolis und der State University of New York at Stony Brook, bevor er sich an der Universität Bonn habilitierte mit einer Arbeit über das Längenspektrum Riemannscher Flächen.
Von ihm konstruierte gekrümmte isospektrale Flächen in drei Dimensionen führten zur negativen Lösung des Can you hear the shape of a drum Problems von Mark Kac (das nach einer ebenen Lösung fragt) durch Scott Wolpert, David Webb und Carolyn Gordon 1992. Nach ihm und Jeff Cheeger ist die Cheeger-Buser-Ungleichung benannt.
Er ist seit 1982 Professor an der École polytechnique fédérale de Lausanne (EPFL). Von 2004 bis 2005 war er Präsident der Schweizer Mathematischen Gesellschaft. Er ist Ehrendoktor der Universität Helsinki (2003).

## Schriften
- Über eine Ungleichung von Cheeger, Math. Z., Band 158, 1978, S. 245–252
- Isospectral Riemann Surfaces, Annales Institut Fourier (Grenoble), Band 36, 1986, S. 167–192, online
- Cayley graphs and planar isospectral domains, in Toshikazu Sunada (Hrsg.), Geometry and Analysis on Manifolds, Springer Verlag, Lecture Notes in Mathematics, Band 1339, 1988, S. 64–77
- Geometry and Spectra of compact Riemann Surfaces, Birkhäuser 1992
- mit Hermann Karcher: Gromov`s almost flat manifolds, Asterisque 1981, Nr. 81, S. 148
- mit John Horton Conway, Peter Doyle, Klaus-Dieter Semmler: Some planar isospectral domains, International Mathematical Research Notes, Band 9, S. 391, pdf